# Tegucigalpa

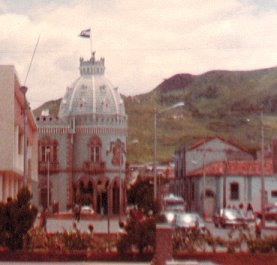
Palau presidencial

Tegucigalpa, oficialment Tegucigalpa, Municipio del Distrito Central i abreviat com a Tegucigalpa, M. D. C. és la capital i seu de govern de la República d'Hondures. És una de les ciutats més poblades d'Amèrica Central.
Encara que el 1536 ja era conegut un petit poblat a les ribes de la conca del riu Choluteca pel peculiar nom de Taguzgalpa, és amb l'arribada dels espanyols a la regió, a la recerca de minerals, que es reconeix el 29 de setembre de 1578 com el dia que en marca la fundació sota el nom de Real de Minas de San Miguel de Tegucigalpa. Tres segles després, el 30 d'octubre de 1880 esdevé la capital de país, durant la presidència de Marco Aurelio Soto.
Durant la curta existència de la República Federal de Centreamèrica, entre 1824 i 1839, Tegucigalpa fou declarada districte federal i capital dels llavors units El Salvador, Guatemala i Hondures. Després d'aquest fallit intent de preservar una república centreamericana, Hondures torna a ser un país individual i independent i el 30 de gener de 1937 es reforma l'Article 179 de la Constitució d'Hondures de 1936 sota el Decret Núm 53 i s'estableix a Tegucigalpa i Comayagüela com el Districte Central. El 9 del mateix any es ratifica en el Decret Núm 2.
El Districte Central es troba a la regió muntanyosa central d'Hondures, al departament de Francisco Morazán, del qual també n'és la capital. L'àrea metropolitana de Tegucigalpa i Comayagüela es troba en una vall, envoltada per muntanyes i totes dues, sent ciutats bessones, estan geològicament separades per la conca del riu Choluteca. El Districte Central és el municipi més gran i més poblat de Francisco Morazán i el catorzè més gran d'Hondures.
La capital és el centre polític i administratiu del país, on s'ubiquen 23 ambaixades i 16 consolats representant diplomàtica i consularment a 39 països del món. És la seu de la majoria de les agències públiques i empreses estatals, entre elles, la ENEE i Hondutel, les companyies nacionals d'energia i telecomunicacions, respectivament. És també la seu de la selecció nacional de futbol i de la Universitat Nacional Autònoma d'Hondures (UNAH). L'aeroport internacional, Toncontín, és conegut per la pista d'aterratge extremadament curta per a un aeroport d'aquesta categoria.
L'Alcaldia Municipal del Districte Central (AMDC) és l'autoritat governamental de la ciutat i municipi, que és encapçalada per un alcalde i 10 regidors que formen la corporació municipal, òrgan executiu-legislatiu del municipi. Sent capçalera departamental, és la seu del governador polític departamental de Francisco Morazán.
La infraestructura de la capital no ha crescut al mateix ritme que el creixement demogràfic. La manca de planificació adequada, la densa i desordenada urbanització als quals cal sumar la pobresa i la delinqüència, són xacres de la vida quotidiana. Les principals vies de circulació pateixen nombrosos embussos diaris ja que la xarxa viària no dona l'abast. Tant el govern nacional com el municipal han desenvolupat projectes per incrementar la infraestructura i reduir la pobresa a la ciutat.

## Etimologia

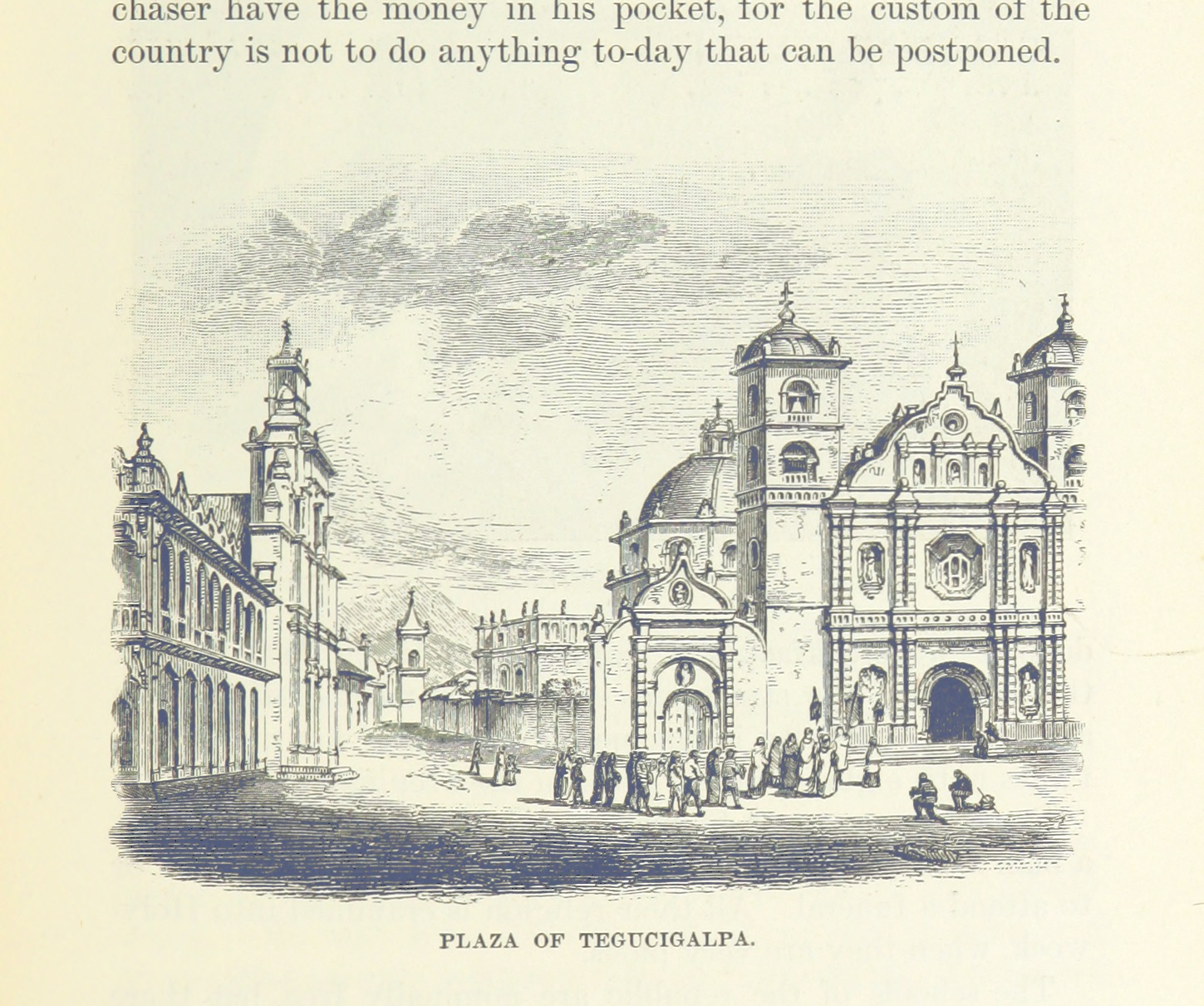
Tegucigalpa representada en una litografia del del llibre "Las capitales de América Latina".

La majoria de les fonts suggereixen que l'origen i significat del vocable Tegucigalpa deriva de la llengua náhuatl. El seu significat exacte està obert a diferents interpretacions, però la versió més difosa entre la creença popular és que deriva del mot nahua Taguz-galpa, que significa turons de plata. Per historiadors com l'hondureny Jesús Aguilar Paz, aquesta interpretació és incerta ja que els aborígens ignoraven la presència de jaciments de plata a la regió. Es desconeix qui o quan va sorgir aquesta definició de turons de plata. Una teoria és que van ser els espanyols, i no els nadius, els qui li van anomenar d'aquesta manera a la regió després del descobriment de les seves riqueses minerals.
El polígraf mexicà Antonio Peñafiel, en el llibre "Nomenclatura geográfica de México" (1897), defineix el vocable Tegucigalpa com una corrupció de tecutli-cal-pa que significa [senyor] en els palaus reals. Una altra creença entre historiadors mexicans, com José Ignacio Dávila Garibi i Alfredo Barrera Vásquez, contempla que Tegucigalpa prové del vocable nahua Tecuztlicallipan que es tradueix com lloc de residència dels nobles, o possiblement del vocable Tecuhtzincalpan, que significa lloc del poble de l'estimat senyor o turó dels savis.
El filòleg hondureny Alberto de Jesús Membreño, en el llibre Nombres Geográficos Indígenas de la República de Honduras (1901), descarta completament el tradicional turons de plata i argumenta que Tegucigalpa deriva del mot nahua teguycegalpa, que significa «les cases de les pedres punxegudes». Membreño defensa aquesta interpretacíó apuntant que Taguzgalpa era el l'antic nom de la zona oriental d'Hondures i significa «les cases de la terra groga».
El lingüista americanista austríac, Rodolfo R. Schuller, pretén que el mot significa «lloc on hi ha la casa de l'aurora», mentrestant segons l'investigador guatemalenc Flavio Rodes Noriega provindria de Totogalpa, que és una referència a tototi, mot nahua que significa «ocell» o toncontín que és un altre mot nahua que significa «ball dels indis mexicans». L'escriptor hondureny Rafael Heliodoro Valle diui que el nom és Teguiazkalpa, que significa «la regió dels turons dels venerables ancians».
L'autora i historiadora hondurenya Leticia de Oyuela, al llibre Història Mínima de Tegucigalpa (1989), aporta la idea que la paraula Tegucigalpa deriva d'una altra llengua i que significa «pedres pintades». L'antropòloga hondurenya Glòria Lara Pinto, en l'article «Dicotomía de una ciudad: Las raíces indígenas de Tegucigalpa y Comayagüela» (2011) per a la revista Paradigma de la Universitat Pedagògica Nacional Francisco Morazán, proposa que és una derivació de Teguzigalpa o Tecuzincalpan i significa «la terra del petit senyor». L'historiador hondureny Mario Felipe Martínez Castillo, en el llibre Lecturas de la capital de Honduras (2012),diut que Tegucigalpa no pot pas significar turons d'argent per les raons ja indagades per previs investigadors i diu que ve del lenca «lloc on es reuneixen els senyors».

## Història

### Fundació, colònia i independència

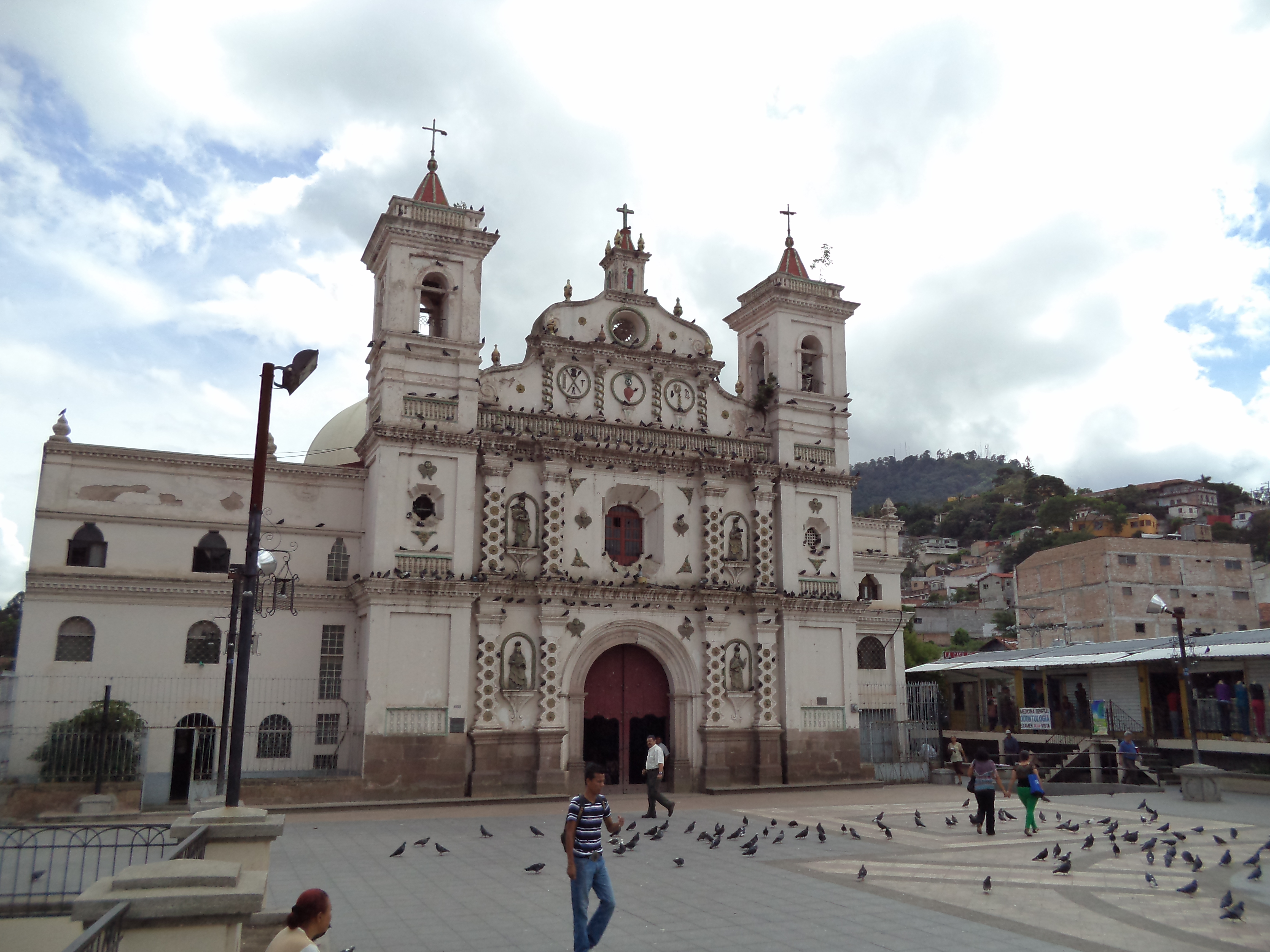
Església dels Dolors, datada del.

Al començament va ser poblada per un grup d'espanyols que buscaven plata a la zona cap a 1560. El 29 setembre de 1578 es fundà la Real Villa de San Miguel de Tegucigalpa de Heredia sobre un antic poblat indígena existent. En aquesta època l'àrea de Tegucigalpa era un centre d'activitat minera on s'extreia especialment or i plata. El 1579 fou nomenat el primer Alcalde Mayor de la ciutat, Juan José de la Cueva, el qual a banda de ser el funcionari amb més rang era també un empresari miner. El 1580 existien 30 mines de plata a Tegucigalpa, de las quals en 1584 es van extreure 12.500 marcs de plata per esclaus negres.
Durant tot el període colonial la vila va tenir un caràcter miner, extraient minerals del turó El Picacho i de la zona muntanyosa de Sant Juancito. En proclamar-se la independència del país la capitalitat de la República d'Hondures va passar de Tegucigalpa a Comayagua i viceversa en diverses ocasions, fins que el 1880 va quedar definitivament establerta a Tegucigalpa.
El 1817 comença, per iniciativa de l'alcalde Narcís Mallol, la construcció d'un pont de maçoneria en set arcs sobre el riu Choluteca. L'obra, acabada quatre anys més tard, va unir Tegucigalpa amb la veïna ciutat de Comayagüela, sobre la marge oposada del riu. Avui és conegut, popularment, com el Pont Mallol.

### Època de la independència

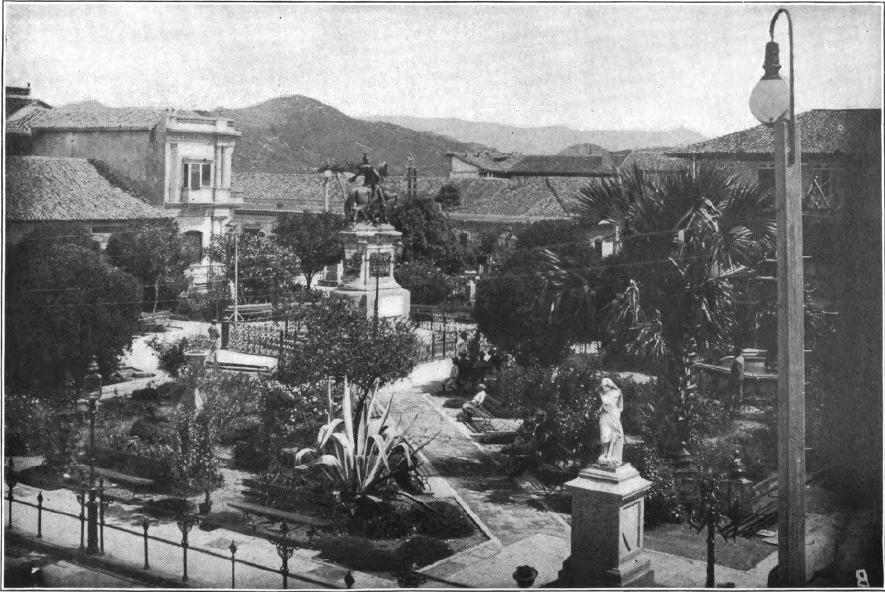
Fotografia del segle XX amb vistes al parc central de Tegucigalpa.

El 1821 va ser elevada a la categoria de ciutat. El 1824, en el primer congrés de la República d'Hondures, es va decretar que Tegucigalpa i Comayagua, les dues ciutats més importants del país, s'alternessin com a capital de l'Estat, tot i que no es va arribar a implementar. Finalment, el 30 d'octubre de 1880 la seu del Govern fou traslladada definitivament a Tegucigalpa. L'any 1847 es funda la primera universitat al país, La Sociedad del Genio Emprendedor y del Buen Gusto, sent el primer rector el sacerdot José Trinidad Reyes.
Des de 1898 es va disposar que Tegucigalpa i Comayagüela, les dues ciutats veïnes, a banda i banda del Choluteca, formessin la capital, però mantenint noms separats, amb dos governs municipals. Per aquell temps tenia luna població d'uns 40.000 habitants i el Districte Central, més de 50.000.

### Època contemporània
Tegucigalpa ha crescut molt de manera desorganitzada en els últims cinquanta anys, per una manca de planificació. La migració del camp cap a la ciutat ha vingut a incrementar la població de la capital, especialment en els terrenys limítrofs situats als vessants dels nombrosos turons, molts d'ells, mancats d'urbanització.

El 30 d'octubre de 1998 la ciutat va patir greus danys arran de l'huracà Mitch, que va destruir una part de Comayagüela i les ribes del riu Grande o Choluteca. L'huracà es va mantenir sobre el territori hondureny durant cinc dies, cosa que va fer que la terra no pogués absorbir tanta pluja i junt amb la desforestació, provoqués greus inundacions a tot el país, especialment a Tegucigalpa.

## Geografia

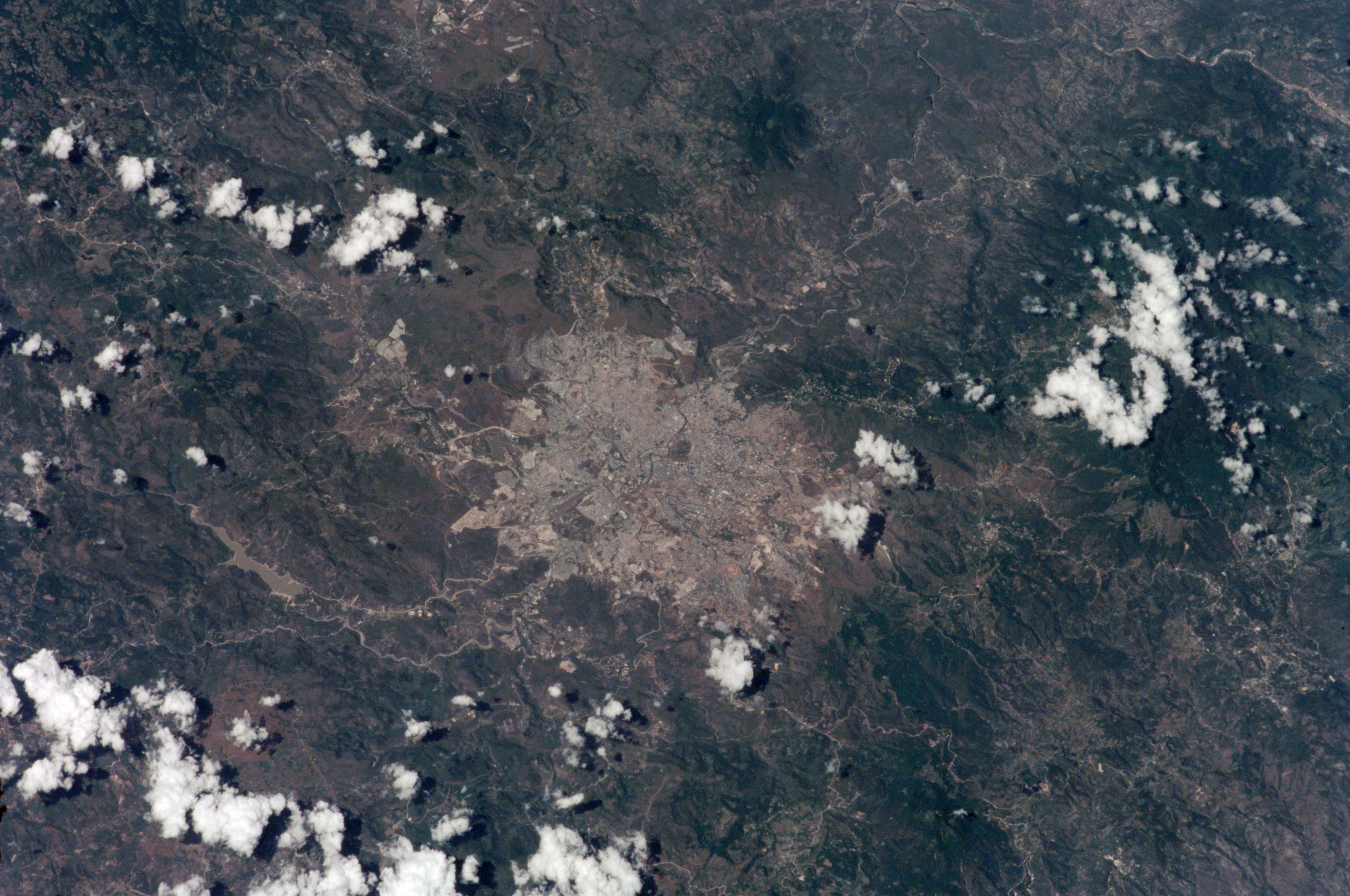
Vista per satèl·lit de Tegucigalpa.

### Ubicació
Tegucigalpa, juntament amb Comayagüela, constitueixen la capital d'Hondures. Les dues ciutats estan situades dins el municipi del Districte Central, seu constitucional del govern nacional i de l'Arquebisbat de Tegucigalpa.

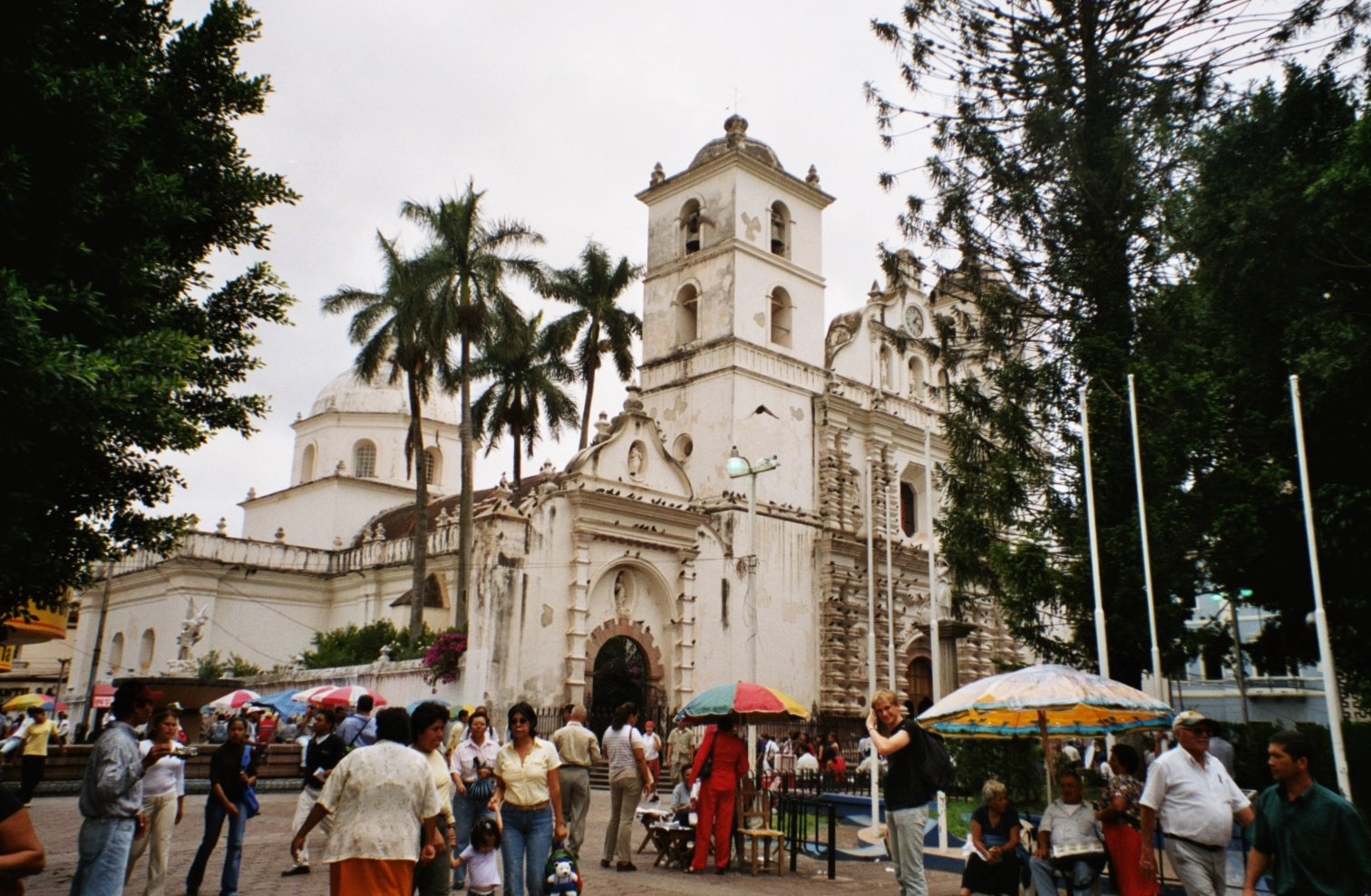
Catedral metropolitana, construïda entre 1765 i 1786.

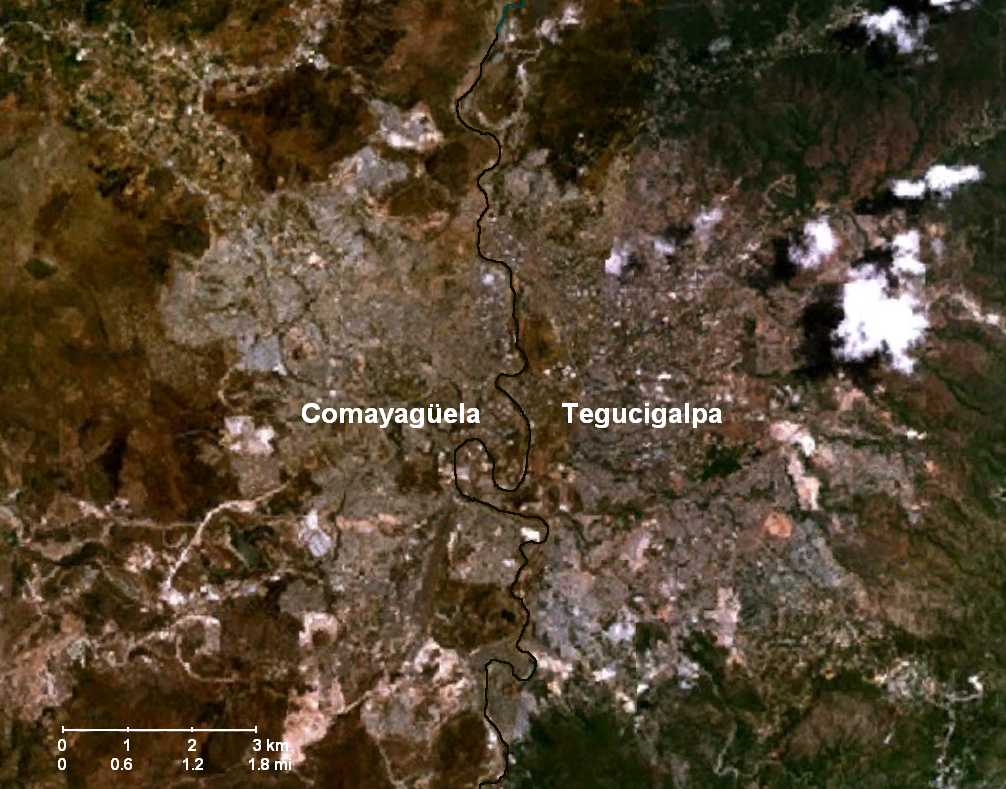
Imatge de satèl·lit de la NASA que mostra el riu Choluteca que separa Tegucigalpa i Comayagüela

Tegucigalpa es troba en una cadena de muntanyes amb altures d'entre 935 metres, en els seus punts més baixos, i 1.463 metres en el seu nivell més alt, a les àrees suburbanes. Com la majoria de les terres altes interiors d’Hondures, la major part de la superfície actual de Tegucigalpa va ser ocupada per boscos oberts. L'àrea que envolta la ciutat ho continua estant, amb boscos de pins intercalats amb alguns roures, matolls i clarianes, així com boscos de fulla perenne i fulla caduca de fulla ampla.
L'àrea metropolitana de Tegucigalpa i Comayagüela cobreix una superfície total de 201 km², mentre tot el municipi del districte central cobreix una àrea total de 1.396 km². S'han identificat falles geològiques que són una amenaça per als barris de les zones muntanyoses del districte que envolten la capital. El riu Choluteca o riu Grande, que creua la ciutat de nord a sud, separa físicament Tegucigalpa de Comayagüela. El turó del Picacho s’aixeca a la zona del centre i diversos barris, tant residencials exclusius com de classes populars, es troben als seus vessants. Tegucigalpa es troba a la riba dreta del Choluteca i Comayagüela a l'esquerra.
La ciutat està formada per suaus turons, i l'anell de muntanyes que envolten la ciutat tendeix a atrapar la contaminació. Tegucigalpa és propensa a patir inundacions durant la temporada de pluges, tal com es va experimentar al màxim durant el pas de l'huracà Mitch i en menor mesura cada any durant la temporada de pluges. Tot i estar a diversos centenars de metres sobre el nivell del mar, la ciutat no té un sistema eficient de control d’inundacions, que inclogui canals i clavegueram prou potents com per canalitzar l’aigua de pluja cap al riu per arribar a l’oceà. El riu en si és una amenaça, ja que no és prou profund per sota dels carrers, ni hi ha dics prou alts per evitar que es desbordi. Hi ha més de 100 barris considerats com a zones d’alt risc, alguns d’ells descartats com a inhabitables completament. L'embassament de Los Laureles, a l'oest de la ciutat, proporciona un 30% del subministrament d'aigua de la ciutat. A sud de la ciutat, a uns 7,3 quilòmetres de l'aeroport, hi ha una planta de tractament d'aigües que forma part de l'embassament de la Concepció, situat uns 6 quilòmetres al sud-oest de la planta d'aigua.
El districte central comparteix fronteres amb altres 13 municipis de Francisco Morazán: (al nord) Cedros i Talanga; (sud) Ojojona, Santa Ana, San Buenaventura i Maraita; (est) San Juan de Flores, Villa de San Francisco, Santa Lucía, Valle de Ángeles, San Antonio de Oriente, and Tatumbla; (i a l'oest) Lepaterique. També limita a l'oest amb dos municipis Departament de Comayagua, Villa de San Antonio i Lamaní.

### Clima
Tegucigalpa presenta una forma més moderada de clima tropical amb estació seca (classificació climàtica de Köppen: Aw), però amb temperatures més amenes per causa de l'altitud i menys humit que a les valls inferiors i les regions costaneres. De les principals ciutats centreamericanes, el clima de Tegucigalpa és un dels més agradables a causa de l'altitud elevada, amb temperatures mitjanes entre 19 °C i 23 °C. Compta amb dues temporades, la temporada seca i freda que comença al novembre i finalitza el març i la temporada plujosa i càlida que inicia a l'abril i finalitza a l'octubre. Hi ha una mitjana de 107 dies de pluja a l'any, sent de juny a setembre els mesos més plujosos. La mitjana d’hores de sol al mes és de 211,2 i la mitjana de dies de pluja al mes és de 8,9. Les hores de sol mitjanes durant l'estació seca són 228 al mes, mentre que la precipitació mitjana mensual de 182,5 mil·límetres.
| Dades climàtiques a Tegucigalpa (Aeroport Internacional de Toncontín) 1961–1990, extremes 1951–present | Dades climàtiques a Tegucigalpa (Aeroport Internacional de Toncontín) 1961–1990, extremes 1951–present | Dades climàtiques a Tegucigalpa (Aeroport Internacional de Toncontín) 1961–1990, extremes 1951–present | Dades climàtiques a Tegucigalpa (Aeroport Internacional de Toncontín) 1961–1990, extremes 1951–present | Dades climàtiques a Tegucigalpa (Aeroport Internacional de Toncontín) 1961–1990, extremes 1951–present | Dades climàtiques a Tegucigalpa (Aeroport Internacional de Toncontín) 1961–1990, extremes 1951–present | Dades climàtiques a Tegucigalpa (Aeroport Internacional de Toncontín) 1961–1990, extremes 1951–present | Dades climàtiques a Tegucigalpa (Aeroport Internacional de Toncontín) 1961–1990, extremes 1951–present | Dades climàtiques a Tegucigalpa (Aeroport Internacional de Toncontín) 1961–1990, extremes 1951–present | Dades climàtiques a Tegucigalpa (Aeroport Internacional de Toncontín) 1961–1990, extremes 1951–present | Dades climàtiques a Tegucigalpa (Aeroport Internacional de Toncontín) 1961–1990, extremes 1951–present | Dades climàtiques a Tegucigalpa (Aeroport Internacional de Toncontín) 1961–1990, extremes 1951–present | Dades climàtiques a Tegucigalpa (Aeroport Internacional de Toncontín) 1961–1990, extremes 1951–present | Dades climàtiques a Tegucigalpa (Aeroport Internacional de Toncontín) 1961–1990, extremes 1951–present |
| Mes | gen | febr                                                                                                   | març                                                                                                   | abr | maig                                                                                                   | juny                                                                                                   | jul | ag | set | oct | nov | des | anual                                                                                                  |
| --- | --- | --- | --- | --- | --- | --- | --- | --- | --- | --- | --- | --- | --- |
| Màxima rècord °C (°F)                                                                                  | 33.0 (91.4)                                                                                            | 34.5 (94.1)                                                                                            | 35.5 (95.9)                                                                                            | 36.6 (97.9)                                                                                            | 36.9 (98.4)                                                                                            | 34.5 (94.1)                                                                                            | 35.9 (96.6)                                                                                            | 36.9 (98.4)                                                                                            | 34.2 (93.6)                                                                                            | 34.8 (94.6)                                                                                            | 32.8 (91)                                                                                              | 31.4 (88.5)                                                                                            | 36.9 (98.4)                                                                                            |
| Màxima mitjana °C (°F)                                                                                 | 25.7 (78.3)                                                                                            | 27.4 (81.3)                                                                                            | 29.5 (85.1)                                                                                            | 30.2 (86.4)                                                                                            | 30.2 (86.4)                                                                                            | 28.6 (83.5)                                                                                            | 27.8 (82)                                                                                              | 28.5 (83.3)                                                                                            | 28.5 (83.3)                                                                                            | 27.3 (81.1)                                                                                            | 26.0 (78.8)                                                                                            | 25.4 (77.7)                                                                                            | 27.9 (82.2)                                                                                            |
| Mitjana diària °C (°F)                                                                                 | 19.5 (67.1)                                                                                            | 20.4 (68.7)                                                                                            | 22.1 (71.8)                                                                                            | 23.4 (74.1)                                                                                            | 23.6 (74.5)                                                                                            | 22.6 (72.7)                                                                                            | 22.1 (71.8)                                                                                            | 22.4 (72.3)                                                                                            | 22.2 (72)                                                                                              | 21.5 (70.7)                                                                                            | 20.4 (68.7)                                                                                            | 19.7 (67.5)                                                                                            | 21.7 (71.1)                                                                                            |
| Mínima mitjana °C (°F)                                                                                 | 14.3 (57.7)                                                                                            | 14.5 (58.1)                                                                                            | 15.5 (59.9)                                                                                            | 17.1 (62.8)                                                                                            | 18.2 (64.8)                                                                                            | 18.2 (64.8)                                                                                            | 18.0 (64.4)                                                                                            | 18.0 (64.4)                                                                                            | 17.9 (64.2)                                                                                            | 17.6 (63.7)                                                                                            | 16.3 (61.3)                                                                                            | 15.0 (59)                                                                                              | 16.7 (62.1)                                                                                            |
| Mínima rècord °C (°F)                                                                                  | 4.5 (40.1)                                                                                             | 7.2 (45)                                                                                               | 4.7 (40.5)                                                                                             | 8.9 (48)                                                                                               | 11.1 (52)                                                                                              | 12.4 (54.3)                                                                                            | 12.6 (54.7)                                                                                            | 12.2 (54)                                                                                              | 11.0 (51.8)                                                                                            | 10.0 (50)                                                                                              | 7.7 (45.9)                                                                                             | 6.8 (44.2)                                                                                             | 4.5 (40.1)                                                                                             |
| Precipitació mitjana mm (polzades)                                                                     | 5.3 (0.209)                                                                                            | 4.7 (0.185)                                                                                            | 9.9 (0.39)                                                                                             | 42.9 (1.689)                                                                                           | 143.5 (5.65)                                                                                           | 158.7 (6.248)                                                                                          | 82.3 (3.24)                                                                                            | 88.5 (3.484)                                                                                           | 177.2 (6.976)                                                                                          | 108.9 (4.287)                                                                                          | 39.9 (1.571)                                                                                           | 9.9 (0.39)                                                                                             | 871.7 (34.319)                                                                                         |
| Mitjana de dies de precipitació (≥ 1.0 mm)                                                             | 1 | 1 | 1 | 2 | 9 | 12 | 9 | 9 | 13 | 10 | 4 | 2 | 73 |
| Humitat relativa mitjana (%)                                                                           | 71 | 66 | 62 | 60 | 67 | 75 | 74 | 73 | 76 | 78 | 77 | 75 | 71 |
| Mitjana mensual d'hores de sol                                                                         | 220.8                                                                                                  | 229.4                                                                                                  | 268.5                                                                                                  | 242.8                                                                                                  | 216.3                                                                                                  | 171.7                                                                                                  | 192.5                                                                                                  | 204.8                                                                                                  | 183.4                                                                                                  | 200.4                                                                                                  | 199.2                                                                                                  | 212.2                                                                                                  | 2.542                                                                                                  |
| Font #1: NOAA                                                                                          | | | | | | | | | | | | | |
| Font #2: Deutscher Wetterdienst (humidity, 1951–1993) Meteo Climat (record highs and lows)             | | | | | | | | | | | | | |

## Política i govern
Com a capital d'Hondures, com a capçalera departamental i com a municipi, el Districte Central és la seu de tres governs: el govern nacional, el govern departamental i el govern municipal. Fins a 1991 el govern central tenia una gran jurisdicció sobre l'execució de la gestió de la ciutat a tot el país, cosa que va provocar una representació desigual i una distribució incorrecta dels recursos i la governança. Com a resultat, a finals de 1990, el Congrés Nacional d'Hondures va aprovar la Llei de Municipalitats, donant una definició més clara a les institucions municipals i departamentals, els seus representants i les seves funcions.
Tot i que autònom, el Districte Central és influenciat pel govern nacional, ja que és també la seu del govern de la república. Canvis importants en l'estructura política del municipi i el finançament de grans projectes han de ser presentats davant el Despatx Presidencial i aprovats pel Congrés Nacional abans de ser executats pel govern local.

## Economia
El Districte Central té una economia equivalent al 19,3% del PIB del país. El 2009 el pressupost d’ingressos i despeses de la ciutat era de 2.856.439.263 de lempires, mentre el 2010 era de 2.366.993.208. El 57,9% del pressupost nacional del país es gasta al districte central.
La població activa activa del districte és de 367.844 persones, de les quals 56.035 estan ocupades al sector públic. El 2009, la taxa d'atur a Tegucigalpa era del 8,1%, i una persona desocupada pot passar fins a quatre mesos buscant feina.
Les principals fonts econòmiques de la ciutat són el comerç, la construcció, els serveis, els tèxtils, el sucre i el tabac. L'activitat econòmica es desglossa de la següent manera: comerç, inclosos a l'engròs, al detall, reparació d'automòbils, articles per a la llar (42,86%); indústria manufacturera (16,13%), hostaleria (14,43%), banca i immobiliària (10,12%), serveis socials i personals (8,94%), serveis relacionats amb la salut (3,90%) i altres (3,60%).
La producció industrial que té lloc a la regió inclou tèxtils, roba, sucre, cigarrets, fusta, fusta contraxapada, paper, ceràmica, ciment, vidre, treballs metàl·lics, plàstics, productes químics, pneumàtics, electrodomèstics i maquinària agrícola. La plata, el plom i el zinc encara s'exploren als afores de la ciutat.

## Arquitectura

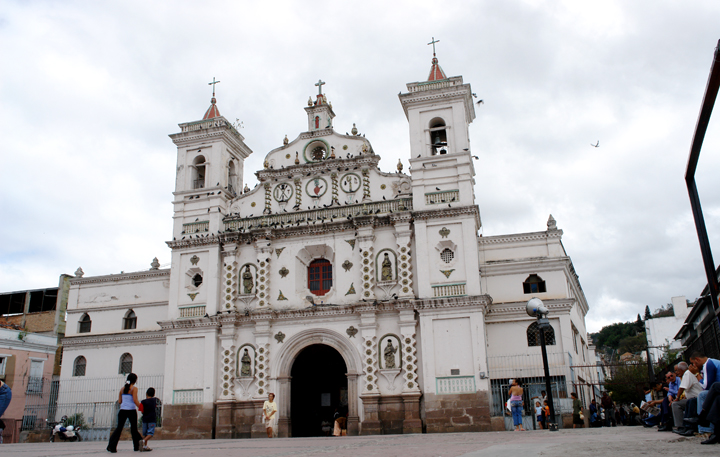
L'església de Santa Maria dels Dolors és un dels temples catòlics més antics de la ciutat, construïda entre 1732 i 1815 durant l'època colonial de Nova Espanya.

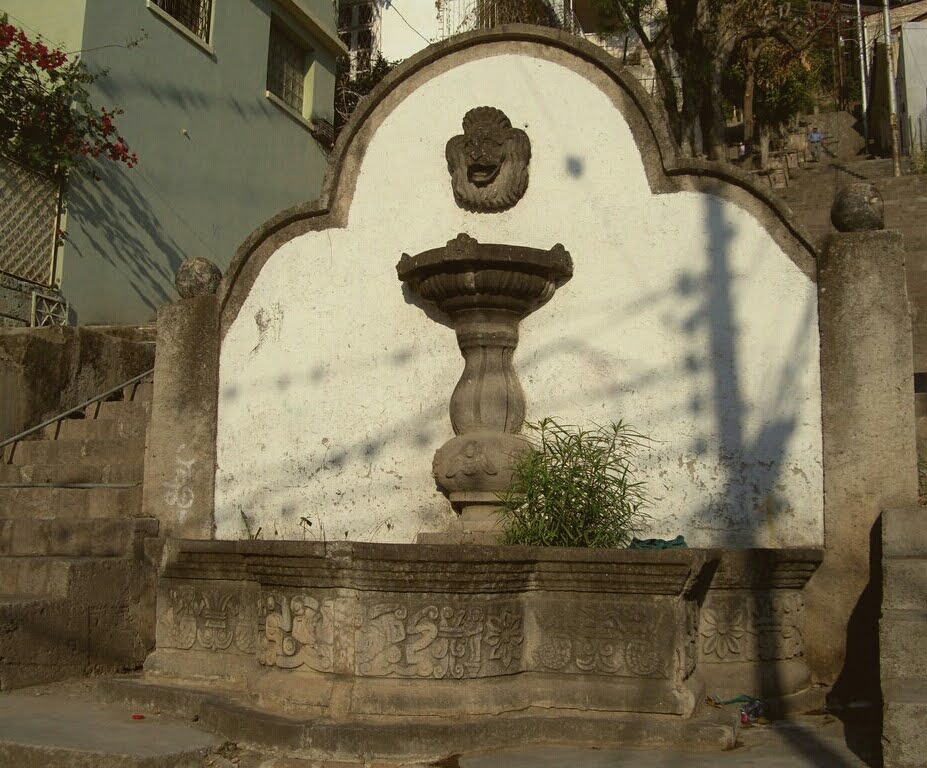
Font d'estil colonial i escalinata cap al barri històric de La Leona

### Segles XVI i XIX
El centre històric de Tegucigalpa conserva alguns interessants exponents de l'arquitectura colonial de l'època de Nova Espanya que daten dels segles xviii i xix. Alguns dels edificis religiosos més importants són:
- Església de Sant Francesc. És la construcció religiosa més antiga de la ciutat i fou erigida al segle xvi pels membres missioners de l'Orde Franciscana, va ser acabada el 1590. El 1735 l'església va ser reconstruïda.[64]
- La Catedral de Sant Miquel Arcàngel, situada al centre de la ciutat dedicada a l'Arcàngel Sant Miquel. L'antiga catedral fou devorada per un incendi el 1746. El 1756 s'ordena la construcció d'un nou temple en el mateix lloc. Les obres van començar el 1765 i va ser consagrada el 1782. El 1967 fou declarada Monument Nacional.[65][66]
- El Caserna San Francisco (actual Museu Militar d'Hondures). Inicialment fou el Convent de San Diego de Álcala (1592) que posteriorment fou anomenat Església de Sant Francesc fins a ser abandonat i demolit el 1730. Posteriorment s'aprofità el terreny per a construir-hi la Caserna de San Francisco entre els anys 1731 a 1735. El 1828 les instal·lacions són declarades base militar.[67]
- El Santuari de la Mare de Déu de Suyapa, a la Basílica de Suyapa. Al segle xviii va ser trobada la imatge de la verge de Suyapa, patrona d'Hondures des de 1925. La imatge primerament va ser venerada en una ermita construïda en 1780. El 1943 comença la construcció de l'actual basílica. Nostra Senyora de Suyapa és representada en una estàtua fosca de cedre de 6,5 cm i és coneguda com La Morenita.[68][69][70]
- Plaça i Església dels Dolors, Barri Abajo, a Tegucigalpa. L'any 1578 es construí una primera ermita. Les obres de la present església van començar el 1732 i l'edificació trigar uns vuitanta anys. Va ser inaugurada el 17 de març de 1815.[71][72][73]
- Casa de Francisco Morazán, militar i polític hondureny que va governar la República Federal de Centre Amèrica durant el turbulent període de 1830 a 1839.[74][75][76][77]

### Segle XX
Entre algunes edificacions de principis del segle xx destaquen:
- Edifici Medina Planas.
- Antic palau presidencial[78]
- Palau de les Telecomunicacions
- Museu per a la Identitat Nacional
- correu Nacional
- Parc la Leona
- Font i escalinata cap al barri La Leona
- Teatre Nacional Manuel Bonilla
- Palau legislatiu del Congrés Nacional
- Escola de belles arts d'Hondures
- Banc Central d'Hondures
- La Sala Bancatlán
- Museu d'Història Republicana Vila Roy
- Palau Municipal
- Estadi Nacional Tiburcio Carias Andino